# Prothymidia
Prothymidia is een geslacht van kevers uit de familie van de loopkevers (Carabidae). De wetenschappelijke naam van het geslacht is voor het eerst geldig gepubliceerd in 1957 door Rivalier.

## Soorten
Het geslacht Prothymidia omvat de volgende soorten:
- Prothymidia angusticollis (Boheman, 1848)
- Prothymidia foveicollis (W.Horn, 1913)
- Prothymidia gemmiprivata (W.Horn, 1914)
- Prothymidia kehmiini Werner, 2003
- Prothymidia putzeysi (W.Horn, 1900)
- Prothymidia sibyllae Schule, 2003
- Prothymidia vuilletorum (W.Horn, 1914)